# Achtbuch
Ein Achtbuch oder Ächtbuch war ein Verzeichnis der von einem Gericht ausgesprochenen Ächtungen, beispielsweise der Reichsacht. Die Achtbücher waren vom 13. Jahrhundert bis zum 15. Jahrhundert in Gebrauch.

## Geschichte
Ein Achtbuch, auch als Blutbuch bezeichnet, enthielt die von einem Gericht ausgesprochenen Ächtungen. Einem Eintrag in diesem Buch kam öffentlicher Glaube in Bezug auf die Verurteilung und Strafe zu. Gegenüber den Achtbriefen, denen auch öffentlicher Glaube zu kam, war das Achtbuch vorrangig. Mit der Ächtung, bzw. Erklärung der Friedlosigkeit, folgte der entweder temporäre oder unbefristete Verlust der Ehrenrechte und der mittelalterlichen Bürgerrechte. Deshalb sahen viele Partikularrechte die Eintragung in ein Achtbuch vor. Sofern eine Ächtung aufgehoben wurde, musste der Eintrag zur Ächtung auch wieder gestrichen werden. Dies konnte jedoch Jahre dauern. So hob Wenzel die Ächtung der Stadt Lübeck 1385 auf, im königlichen Achtbuch wurde der Eintrag erst 1394 getilgt.
Erstmalig ist ein Achtbuch, bzw. der Auftrag zur Erstellung, 1235 urkundlich erwähnt. Kaiser Friedrich II. sah im Mainzer Landfrieden die Anlage eines Buches für den königlichen Hof vor. Dieses Buch, sofern entstanden, ist jedoch nicht erhalten geblieben. Spätere römisch-deutsche Könige und Kaiser übernahmen jedoch diese Praxis. Kaiser Rudolf I. hatte den Plan ab 1274 jeden, der gegen einen Landfrieden verstoßen würde, zentral zu erfassen. Auch Heinrich VII. und Ludwig IV. führten an ihrem königlichen Gericht Achtbücher, erhalten geblieben sind sie jedoch ebenso nicht.
Erhalten geblieben ist hingegen das zwischen 1417 und 1445 von Sigismund und Friedrich III. geführte Achtbuch. Geschrieben wurde es von den Hofschreibern Peter Wacker und Johann Geisler und enthält 600 Einträge von am Hofgericht erteilten Ächtungen.
Auch in den Städten entstand das Bedürfnis Personen, die gegen einen Stadtfrieden verstoßen hatten, amtlich in ein Register einzutragen. Zu den eingeführten Aufzeichnungen gehörten bspw. das Register Lübecks von 1243, das Rostocks von 1258 und das Lüneburgs von 1272. Bei diesen Büchern handelte es sich jedoch nach Einschätzung der Forschung nicht um Achtbücher im eigentlichen Sinne. Klassische Achtbücher entstanden aber währenddessen in den Reichsstädten in Süddeutschland, wie 1274 in Rothenburg ob der Tauber, 1285 in Nürnberg, 1346 in Ulm, 1383 in Zürich und 1388 in Straßburg. Auch für das Landgericht zu Rottweil wurde 1317 eines erstellt, in der Burggrafschaft Nürnberg 1319 und der Leutkircher Heide 1334 entstanden ebenfalls Achtbücher. Für diese süddeutschen Achtbücher wird ein Zusammenhang zum kaiserlichen Hof hergestellt, die Bücher in Rothenburg und Ulm sind sogar auf kaiserliche Privilegien zurückzuführen. Das Aufkommen dieser Achtbücher wird damit begründet, dass der römisch-deutsche Kaiser, bzw. König, ein Interesse an der Sicherung des Landfriedens hatte und sich von den Achtbüchern einen Beitrag zu diesem Zweck erhoffte. Jedoch zeigten sich die Bücher als Durchsetzungsinstrument wirkungslos, im 15. Jahrhundert begannen sie vielerorts wieder zu verschwinden. In einer Analyse des Achtbuchs von Augsburg wurde festgehalten, dass das Buch mehr der Aufzeichnung des Rechtsakts, der Erteilung der Acht, diente, denn der Prävention von Verbrechen. Am Königshof bestand zwar weiterhin das Achtbuch, es registrierte aber nur noch die Säumnisacht, nicht die Strafacht.
Achtbücher existieren jedoch nicht nur im Alten Reich. Auch das Ofner Stadtrecht, also das Stadtrecht Ofens, dem heutigen Stadtteil Budapests Buda, sah ein Achtbuch vor (echt puch). Im Königreich Böhmen ist das älteste Buch das des Schöffengerichts Eger, das die Jahre 1310 bis 1390 umfasste.
Achtbücher gelten in der Forschung als wichtige Quelle für die mittelalterliche Kriminalforschung. Zwar bieten sie im Gegensatz zur Coroners’ Rolls und Justice Itinerant Rolls aus dem Königreich England nicht die Aufzeichnung aller Verbrechen, die dem Beamten bekannt waren. Auch enthält sie nicht alle vor dem Gericht verhandelten Verbrechen, sondern nur diejenigen Taten, wo als Strafe die Acht verhängt wurde. Aufzeichnungen über Verhörprotokolle, Geständnisse oder Lebensumstände der Verurteilten geben die Achtbücher auch nicht. In den englischen Aufzeichnungen werden jedoch nur Kapitalverbrechen aufgezeichnet, in den deutschen Quellen auch sogenannte Kleinkriminelle, da auch bei Bagatellverbrechen die Acht verhängt wurde. So bleiben die Achtbücher trotz Schwächen wichtige Quelle für die Kriminalgeschichte.

## Ausgaben
- Friedrich Battenberg: Das Achtbuch der Könige Sigmund und Friedrich III. Einführung, Edition und Register (= Quellen und Forschungen zur höchsten Gerichtsbarkeit im Alten Reich, Band 19). Böhlau, Köln/Wien 1986.